# Бобовдолски въглищен басейн
Бобовдолският въглищен басейн е разположен в околностите на Бобов дол. Въглищата в него са кафяви. Резервите му са изчислени на 275 млн. тона.
Подложката на въглищния басейн е изградена от високометаморфни, палеозойски, триаски и юрски скали. Палеогенските въгленосни наслаги, от средния олигоцен – долния миоцен, са поделени на пет задруги – конгломератно-пясъчникова, битумолитна, пъстра подвъглищна, въгленосна и задруга на тънкослойните аргилити и глинести мергели. Дебелината на конгломератно-пясъчната задруга е до 250 m. До 50 m е дебелината на битумолитната задруга. В нея са включени аргилити и мергели с прослойки от пясъчници. Пъстрата подвъглищна задруга се състои от алтерниращи конгломерати, пясъчници и алевролити. Нейната дебелина е 350 – 500 m. Въгленосната задруга е с дебелина до 100 m и се състои от пясъчници, песъчливи глини, тънкослойни алевролити, аргилити и въглищни пластове. Въглищните пластове са 7 – 8 на брой с дебелина от 1,2 до 3,8 m, като последните два достигат 10 – 12 m дебелина. Последната задруга – на тънкослойните аргилити и глинести мергели достига до 500 – 750 m дебелина.